# 本林靖久
本林 靖久（もとばやし やすひさ、1962年 - ）は、日本の宗教人類学者、真宗大谷派僧侶。現在は大谷大学、佛教大学、大阪大学等講師。

## 人物
- 1962年石川県生まれ。
- 1986年3月、大谷大学文学部哲学科（宗教学分野）卒業。
- 1988年3月、大谷大学大学院文学研究科博士前期課程修了。
- 1991年3月、大谷大学大学院文学研究科博士後期課程単位取得退学。
- ブータン研究の第一人者である[要出典]。

## 著書
- 『ブータンと幸福論 - 宗教文化と儀礼』（法蔵館、2006年12月発行）